# Неа Малгара
Неа Малгара (на гръцки: Νέα Μάλγαρα) е село в Егейска Македония, Гърция, дем Делта в административна област Централна Македония.

## География
Неа Малгара е разположено в областта Вардария в Солунското поле на 26 километра западно от град Солун. Селото е напълно слято с Юнчиите (Кимина) и е негова западна махала.

## История
На мястото на Неа Малгара в 1909 година е основано селището Кокмус или Кукмус за мюсюлмани бежанци от анексираната от Австро-Унгария Босна. След 1913 година селото остава в Гърция и е изселено, като на мястото на мюсюлманите са заселени гърци бежанци от тракийските селища Малгара, Скопе и Петра и селото получава името Неа Малгара, тоест Нова Малгара. В началото на 1919 година много бежанци се връщат в окупираната от гръцка войска Източна Тракия. В 1920 година селото има 484 жители. След Малоазийската катастрофа и обмена на население между Гърция и Турция в Неа Малгара са заселени гърци от Алпулу, Петра и Скопе.
Според преброяването от 1928 година Неа Малгара е бежанско село с 283 бежански семейства и 1214 души.
Преброявания
- 2001 година - 2443 жители
- 2011 година - 2404 жители